# Sojasun espoir-Association cycliste de Noyal-Châtillon
 (janvier 2022).
La Sojasun espoir-Association cycliste de Noyal-Châtillon (Sojasun espoir-ACNC) est un club de cyclisme basé en région Bretagne en France. Il fait partie de la Division nationale 1 de la Fédération française de cyclisme en cyclisme sur route. Il a été la réserve de l'ancienne équipe professionnelle Sojasun.
En septembre 2023, l'équipe annonce qu'elle ne fera plus partie des pelotons en 2024, faute de sponsor.

## Histoire de l'équipe
Le club a été créé en 1977 sous le nom d'Association cycliste de Noyal-Châtillon (AC Noyal-Châtillon), nom qu'il garde jusqu'en 2003. De 2004 à 2009 il prend le nom de Super Sport 35-Association cycliste de Noyal-Châtillon (Super Sport 35-ACNC) puis depuis 2010 celui de Sojasun espoir-Association cycliste de Noyal-Châtillon (Sojasun espoir-ACNC). Alain Heulot le père de Stéphane Heulot manager de l'équipe professionnelle Sojasun devient président en 1990. Jusqu'en 1998 seul le cyclotourisme est pratiqué. À partir de 1998 une section Formation et Compétition cyclisme sur route est créée avec plus de 160 licenciés à ce jour.

## Staff
- Président-directeur sportif : Alain Heulot
- Entraîneurs :  Jason Yon Snoeck et Frédéric Mainguenaud[2]

## Championnats nationaux
- Championnats de Grèce sur route : 1
  - Course en ligne : 2019 (Stylianós Farantákis)
- Championnats de France sur route : 3
  - Course en ligne : 2020 (Jason Tesson)
  - Course en ligne : 2013 (Cédric Delaplace)
  - Course en ligne : 2015 (Clément Marie)
- Championnats de France sur route professionnel : 1
  - Course en ligne : 1996 (Stéphane Heulot)
- Championnats de Grèce sur route : 2
  - Course en ligne espoirs : 2016 (Stylianós Farantákis)
  - Contre-la-montre espoirs : 2016 (Stylianós Farantákis)
- Championnats de Lituanie sur route : 1
  - Course en ligne : 2014 (Paulius Šiškevičius)
- Championnats de Nouvelle-Zélande sur route : 1
  - Course en ligne espoirs : 2015 (Hamish Schreurs)

## Sojasun espoir-ACNC en 2023

### Effectif
| Cycliste           | Date de naissance | Nationalité | Équipe 2022                 |  |
| ------------------ | ----------------- | ----------- | --------------------------- |  |
| Gaspard ANDRE      | 7 octobre 2003    | France      | Laval cyclisme 53           |  |
| Damien Bodard      | 23 septembre 2001 | France      | Sojasun espoir-ACNC         |  |
| Matthieu Cordelier | 12 novembre 2003  | France      | Sojasun espoir-ACNC         |  |
| Lukas Drapier      | 25 avril 2001     | France      | Occitane cyclisme formation |  |
| Erwann Fillion     | 6 juillet 2002    | France      | Moyon Percy Manche          |  |
| Adrien Lagrée      | 25 avril 1997     | France      | B&B hotels                  |  |
| Théo Lévêque       | 21 janvier 2004   | France      | UC Manche Atlantique        |  |
| Lucas Mainguenaud  | 4 mars 2004       | France      | PSF Niort                   |  |
| Hugo Millet        | 7 août 2002       | France      | Sojasun espoir-ACNC         |  |
| Thibault Paumard   | 10 août 2002      | France      | UC Cholet 49                |  |
| Clément Poirier    | 30 août 2000      | France      | VC-pays de Loudéac          |  |
| Axel Prod'homme    | 27 janvier 2004   | France      | Laval cyclisme 53           |  |
| Hans Rullier       | 12 novembre 2003  | France      | VS Valletais                |  |
| Antonin Souchon    | 15 mai 2002       | France      | Oceane Top 16               |  |

## Anciens coureurs
Ont été formés ou sont passés au club avant d'être professionnels :
- Jean-Marc Bideau
- Erwann Corbel
- Florian Guillou
- Guillaume Le Floch
- Florian Le Corre
- Pierre Rolland
- Maxime Daniel
- Julien Simon
- Anthony Delaplace
- Christophe Laborie
- Jean-Lou Paiani
- Paul Poux
- Étienne Tortelier
- Maxime Renault
- Guillaume Martin
- Emmanuel Morin
- Clément Davy
- Jason Tesson
- Adrien Lagrée
- Tom Mainguenaud